# Manuel Cuadros Loayza
Manuel Ascencio Cuadros Loayza (Iquique, 11 de mayo de 1777 - Lima, 13 de abril de 1864) fue un abogado, magistrado y político peruano. Fue ministro de Justicia (1844-1845), diputado por Tarapacá (1845-1850), presidente de la Cámara de Diputados (1845-1847) y vocal de la Corte Suprema.

## Biografía
Hijo de Antonio Cuadros y Gabriela Loayza. Estudió en el Seminario de San Jerónimo y se recibió de abogado ante la Real Audiencia de Cuzco en 1808.
Ejerció su profesión en su ciudad natal y fue uno de los socios fundadores de la Academia Lauretana.
Fue elegido alcalde de Arequipa (1825-1826) y en representación de esa Arequipa, fue uno de los sesenta y cinco diputados electos en 1825 por la Corte Suprema y convocados para aprobar la Constitución Vitalicia del dictador Simón Bolívar. Sin embargo, a pesar de que dicho congreso estuvo convocado, el mismo decidió no asumir ningún tipo de atribuciones y no llegó a entrar en funciones. Fue nombrado vocal interino de la Corte Superior de Arequipa (1825) y luego vocal titular de la misma (1829).
Fue miembro del Congreso General Constituyente de 1827 por la entonces provincia arequipeña de Tarapacá. Dicho congreso constituyente fue el que elaboró la segunda constitución política del país.
En 1832 fue elegido senador por Arequipa y durante el gobierno del general Luis José de Orbegoso, fue investido como prefecto de Arequipa (1834). Erigida la Confederación Perú-Boliviana, fue designado vocal de la Corte Suprema del Estado Sud Peruano con sede en el Cusco, concurriendo a la instalación de dicho organismo en 1838. Caída la Confederación, pasó a ser vocal de la Corte Superior de Lima (1839).
A fines de 1839 se trasladó a Lima, donde fue juez de alzadas del Tribunal del Consulado de Lima. Finalizada la anarquía militar, colaboró como ministro de Justicia en el gobierno de Manuel Menéndez (1844-1845), que fue un periodo de transición, antesala del primer gobierno de Ramón Castilla.
Elegido diputado por Tarapacá para el periodo 1845-1850, presidió su cámara en las legislaturas de 1845 a 1847. 1845-1846
1849-1850
En 1847 fue nombrado vocal interino de la Corte Suprema de Justicia del Perú. Se jubiló en 1852.